# Провинц. Челоле-Пједимонте Риволи (Казерта)
Провинц. Челоле-Пједимонте Риволи је насеље у Италији у округу Казерта, региону Кампанија.
Према процени из 2011. у насељу је живело 30 становника. Насеље се налази на надморској висини од 25 м.